# Œsophagite
 Mise en garde médicale
L’œsophagite est une inflammation de l’œsophage. Elle peut être aiguë ou chronique.

## Symptomatologie
Les symptômes incluent des brûlures rétrosternales typiques et généralement déclenchées par la position allongée (décubitus dorsal) ou penchée en avant. Elles s'accompagnent parfois d'une sensation de blocage dans la poitrine, de dysphagie (signe d'une complication), de signes d'anémie et d'une altération de l'état général, notamment chez l'enfant qui refuse l'alimentation.

## Diagnostic
La réalisation d'une fibroscopie œsophagienne est indispensable pour affirmer le diagnostic. Il existe une classification des œsophagites selon leur aspect macroscopique (conférence de consensus franco-belge, 1999).

### Grades de sévérité: classification de Savary et Miller
Les spécialistes de l'endoscopie proposent de classer l'atteinte de l’œsophage selon quatre stades :
- stade 1 : érosions superficielles, isolées, non confluentes ;
- stade 2 : érosions confluentes, non circonférentielles ;
- stade 3 : érosions ou ulcérations confluentes, occupant la circonférence, mais sans sténose ;
- stade 4 : lésions chroniques, par exemple ulcère profond, sténose, endobrachyœsophage.

## Types et causes
(décembre 2011).
- Œsophagite peptique : reflux gastro-œsophagien.
- Œsophagite caustique : brûlure caustique (ingestion accidentelle ou non de caustiques), cause prépondérante dans l'apparition de sténoses de l’œsophage.
- Œsophagite infectieuse : infection par le Candida albicans, notamment dans les maladies dysimmunitaires.
- Œsophagite médicamenteuse.
- Œsophagite radique : irradiation.
- Œsophagite inflammatoire : maladie de Crohn.
- Œsophagite immunoallergique : œsophagite à éosinophiles.
- Œsophagite par diverticule de Zenker.

## Épidémiologie
Fréquence élevée, évolution « naturelle » du reflux gastro-œsophagien (RGO) et de la hernie hiatale.

## Complications
(décembre 2011).
- Endobrachyœsophage
- Adénocarcinome de l'œsophage
- Sténose de l'œsophage
- Hémorragie digestive
- Perforation de l'œsophage évoluant vers la médiastinite, fréquente lors de l'ingestion massive de produits caustiques agressifs et/ou concentrés.

## Traitement

### Traitement médical

#### Traitement symptomatique
- Anti-sécrétoires : Ils réduisent la sécrétion d'acide gastrique (prescrits par le médecin à un état évolué du RGO)[2]
- Alginates type pansement gastrique après chaque repas et à la demande (maximum six par jour).
- Anti-acides d'action locale : hydroxydes d'aluminium ou de magnésium (maximum six par jour).

#### Traitement étiologique
- Inhibiteur de la pompe à protons

### Traitement chirurgical

#### Œsophagite caustique
En cas d’œsophagite caustique, un bilan endoscopique et radiographique/scanographique de la sphère ORL, de la partie haute du tube digestif (œsophage, estomac, duodénum) et éventuellement de la trachée et des bronches, est réalisé dans les premières heures après l'ingestion de produit caustique. Le but des examens est d'évaluer la gravité des lésions provoquées par l'ingestion, afin d'adapter le traitement chirurgical d'urgence. Selon la gravité des lésions, le traitement peut aller d'une simple pose de sonde de nutrition artificielle (jéjunostomie, le plus souvent) à une exérèse des organes atteints d'une brûlure à potentiel infectieux important (œsophage, estomac, intestins, rate, etc). Ce traitement intervient généralement en cas de perforation du tube digestif, conduisant de façon quasi-inévitable à la médiastinite et/ou péritonite.
Selon le traitement chirurgical d'urgence réalisé après l'ingestion, il peut être possible ou non d'opérer une reconstruction totale ou partielle du tube digestif quelques mois plus tard, une fois les tissus cicatrisés.

#### Autres
- S'il y a sténose sévère on fait l'opération de NISSEN (confection d'une valve anti-reflux)